# Andrzejewo (gmina w województwie białostockim)
Andrzejewo – dawna gmina wiejska istniejąca de facto do 1941 roku (de jure do 1952 roku) w woj. białostockim. Nazwa gminy pochodzi od wsi Andrzejewo, lecz siedzibą gminy były Jeziorki.
Za Królestwa Polskiego gmina należała do powiatu suwalskiego w guberni suwalskiej.
Po odzyskaniu niepodległości przez Polskę i Litwę na podstawie umowy suwalskiej północno-zachodnia część gminy Andrzejewo (około 1/4) weszła 10 października 1920 w skład Litwy.
W okresie międzywojennym gmina Andrzejewo należała do powiatu suwalskiego w woj. białostockim. Gmina została skasowana w 1941 roku przez hitlerowców i nie występuje w powojennych wykazach gmin, choć formalnie została zniesiona przez administrację polską dopiero 25 czerwca 1952, kiedy to jej obszar przyłączono do gmin Sejwy i Zaboryszki (w praktyce do gmin Puńsk i Szypliszki, ponieważ zmiana nazw tych gmin nastąpiła tego samego dnia). Opóźnienie to wynikało z rozbieżności między stanem faktycznym a prawem polskim, w myśl którego wszystkie zmiany wprowadzone przez okupanta podczas wojny winne być zniesione. Ponieważ jednak jednostka de facto nie istniała po wojnie, brak jej formalnego zniesienia przez prawo polskie utrzymywał ją jako gminę-widmo. Dlatego też z opóźnieniem 11 lat w końcu wydano odpowiednie rozporządzenie.